# カステッランマーレ・ディ・スタービア
カステッランマーレ・ディ・スタービア（イタリア語: Castellammare di Stabia）は、イタリア共和国カンパニア州ナポリ県にある、人口約6万6000人の基礎自治体（コムーネ）。
古くから保養地として知られ、名曲『フニクリ・フニクラ』誕生の地でもある。

## 名称
日本語文献では「カステラマーレディスタビア」とも記される。

## 地理

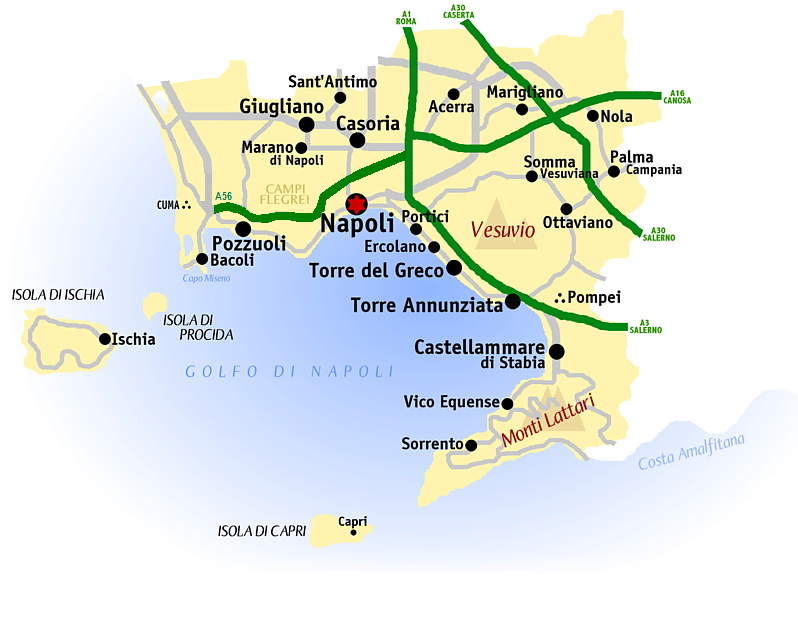
ナポリ県概略図

### 位置・広がり
ナポリ県南東部に位置するコムーネ。ソレントから北東へ約15km、サレルノから西へ約24km、州都・県都ナポリから南東へ約25kmの距離にある。

#### 隣接コムーネ
隣接するコムーネは以下の通り。
| - トッレ・アンヌンツィアータ - 北 - ポンペイ - 北 - サンタ・マリーア・ラ・カリタ - 北東 - グラニャーノ - 東 - ピモンテ - 南東 - ヴィーコ・エクエンセ - 南西 |

## 行政

### 分離集落
カステッランマーレ・ディ・スタービアには、以下の分離集落（フラツィオーネ）がある。
- フラッテ (Fratte) ,マドンナデッラリベラ (Madonna della Libera) , ピオッパイノ (Pioppaino), ポンテペルシカ (Ponte Persica), ポッザノ(Pozzano), プリヴァティ(Privati), クイシサナ(Quisisana), スカンサノ(Scanzano), ヴァラノ(Varano)

## 社会

### 条例
2010年3月から2012年12月まで市長を務めた、自由国民（中道右派）所属で元判事のルイジ・ボッビオ市長 (it:Luigi Bobbio (politico)) は、ユニークな条例を作る人物として知られた。
2010年10月には「（街の）品位を取り戻すため」として、女性が街で露出的な服装（ミニスカートや、胸元が大きく開いた衣装）を着ることを禁止する条例案を示し、イタリア国内外で「ミニスカート禁止令」などとして大きく報じられた。条例ではほかに「ジーンズを尻の一部が見えてしまうほど低い位置ではくこと」や「公共の公園でのサッカー」「教会に対する侮辱」なども禁止される。これに対して地元カトリック教会が歓迎の姿勢を示す一方、野党の女性議員らは「女性の自由を束縛する」と猛反発を示した。条例案は市議会で可決され、違反者には最大500ユーロの罰金が科せられることとなった。

## スポーツ
プロサッカークラブとして、SSユーヴェ・スタビアが本拠を置く。SSユーヴェ・スタビアのホームスタジアムはスタディオ・ロメオ・メンティで、2013-14シーズンはセリエB（2部リーグ）に所属している。

## 人物

### 著名な出身者
- ルイージ・デンツァ - 作曲家。「フニクリ・フニクラ」の作曲で知られる。
- ファビオ・クアリャレッラ - サッカー選手。
- アントニオ・ミランテ - サッカー選手。
- ブルーノ・チリッロ - サッカー選手。
- ジャンルイジ・ドンナルンマ - サッカー選手。

### ゆかりの人物
- アル・カポネ - 家族はカステッランマーレ・ディ・スタービアの出身。